# Loretta (Band)
Loretta ist eine deutsche Band aus Stuttgart um Sänger/Songwriter Andreas Sauer. 1987 als Loretta & The Chipmunks gegründet, formierte sich die Gruppe 1998 neu und veröffentlicht seither unter dem Namen Loretta. Der Musikstil bewegt sich zwischen den Genres Softrock, Power Pop und Alternative Country.

## Geschichte und Rezeption
Für die ersten Alben konnten Produzenten gewonnen werden, die bereits mit Idolen der Band gearbeitet hatten, wie Tom Dokoupil (Edwyn Collins) und Mayo Thompson (Felt, Primal Scream). Bei den Aufnahmen zu Goodbye wirkten die Singer/Songwriter Dave Kusworth (Jacobites) und Barbara Manning mit. Der Rolling Stone meinte, das Beste aus Rock, Pop, Folk, Country und Rock werde hier  „zu einem stringenten Album zusammengefügt, ohne bemüht zu klingen“. Über The Swimming Pool schrieb Michael Sailer im Musikexpress, unter den „perlen-glitzernden transparent-schimmernden Songs“ gebe es keinen Ausfall. Zu Science Fiction meinte derselbe Musikkritiker, mit dem zehnten Album breche Sauer auf „zu den großen, hinreißenden, und dabei doch unendlich leichten Balladen und Traumliedern“. Über das jüngste Album The Stars My Destination, eine enge Kooperation mit der Kölner Independent-Band Locas In Love (als Musiker und Produzenten), schreibt der Rolling Stone: „… zugleich anspruchsvoller und leichtgängiger, aus vielen Zeiten gefallener Gitarrenpop.“
Als Support-Act spielte Loretta u. a. für Continental Drifters, The Go-Betweens, Epic Soundtracks und Nikki Sudden.

## Diskografie

### Alben
- 1990: Paradise Avenue
- 1992: Cakeland
- 1993: Chilton Hotel
- 1996: Days Without Music
- 1999: Little Do They Know That in Reality I Am...
- 2000: Goodbye[5]
- 2001: The Swimming Pool[6]
- 2002: La capitale des douleurs
- 2004: And the Pursuit of Happiness
- 2006: Science Fiction
- 2009: Grand Final[7]
- 2014: Soft Rock
- 2019: The Stars My Destination
- 2024: Between Planets

### Singles
- 1990: Do What You Want (But Don’t Do It Here)
- 2000: Carlotta’s Sleeping
- 2001: You’re a Dead Girl Now
- 2002: La vie est belle
- 2004: Louis Malle
- 2009: Veronica (Grand Final Bonus 7")
- 2015: The Barefoot Contessa / The Boys of Summer

### Beiträge zu Kompilationen
- 1991: No Thing Fits mit Hey Hey Hey
- 2000: Beats gegen rechts mit Not in a 1000 Years
- 2001: Return to Sender 2001 mit Over You
- 2006: Frei mit Your Red Thing
- 2024: New Noises Vol. 174 mit This Is The Band